# Demi-Piton
Pour les articles homonymes, voir Piton (homonymie).
Le Demi-Piton est un cône volcanique parasite du massif du Piton de la Fournaise sur l'île de La Réunion, département français d'outre-mer de l'océan Indien.

## Géographie
Le Demi-Piton est situé sur l'île de La Réunion, dans la plaine des Sables qui borde l'Enclos Fouqué situé à l'ouest. Il est entouré par le piton Chisny et le piton Haüy. Sa hauteur est d'environ cinquante mètres. Il culmine à 2 395 mètres d'altitude. Il se présente sous la forme d'un croissant de lune composé d'océanites et de basaltes à olivine. À sa base affleure une couche de poussières, appelées Cendres de Bellecombe, laissée par l'effondrement de l'enclos, il y a 4 700 ans. Il forme avec le piton Haüy un col de montagne appelé col Lacroix par lequel passe le sentier de grande randonnée GR R2. Il est par ailleurs contourné par la route forestière du Volcan qui mène au pas de Bellecombe-Jacob, terminus de cette route et point de vue surplombant sur la dernière caldeira où s'est édifié le piton de la Fournaise.

## Histoire
D'abord appelé « Cratère de Cirque », puis « Cratère du Cirque » sur les planches de Jean-Baptiste Bory de Saint-Vincent, il est ensuite nommé « Piton de Haüy ou Demi Piton » sur la carte de 1958 de l'Institut national de l'information géographique et forestière pour finalement prendre le nom de « Demi-Piton » sur les cartes actuelles.
En 2005, le conseil régional de La Réunion a pressenti ce site pour l'implantation d'une retenue collinaire afin d'alimenter l'un des forages d'exploration de son projet géothermique.

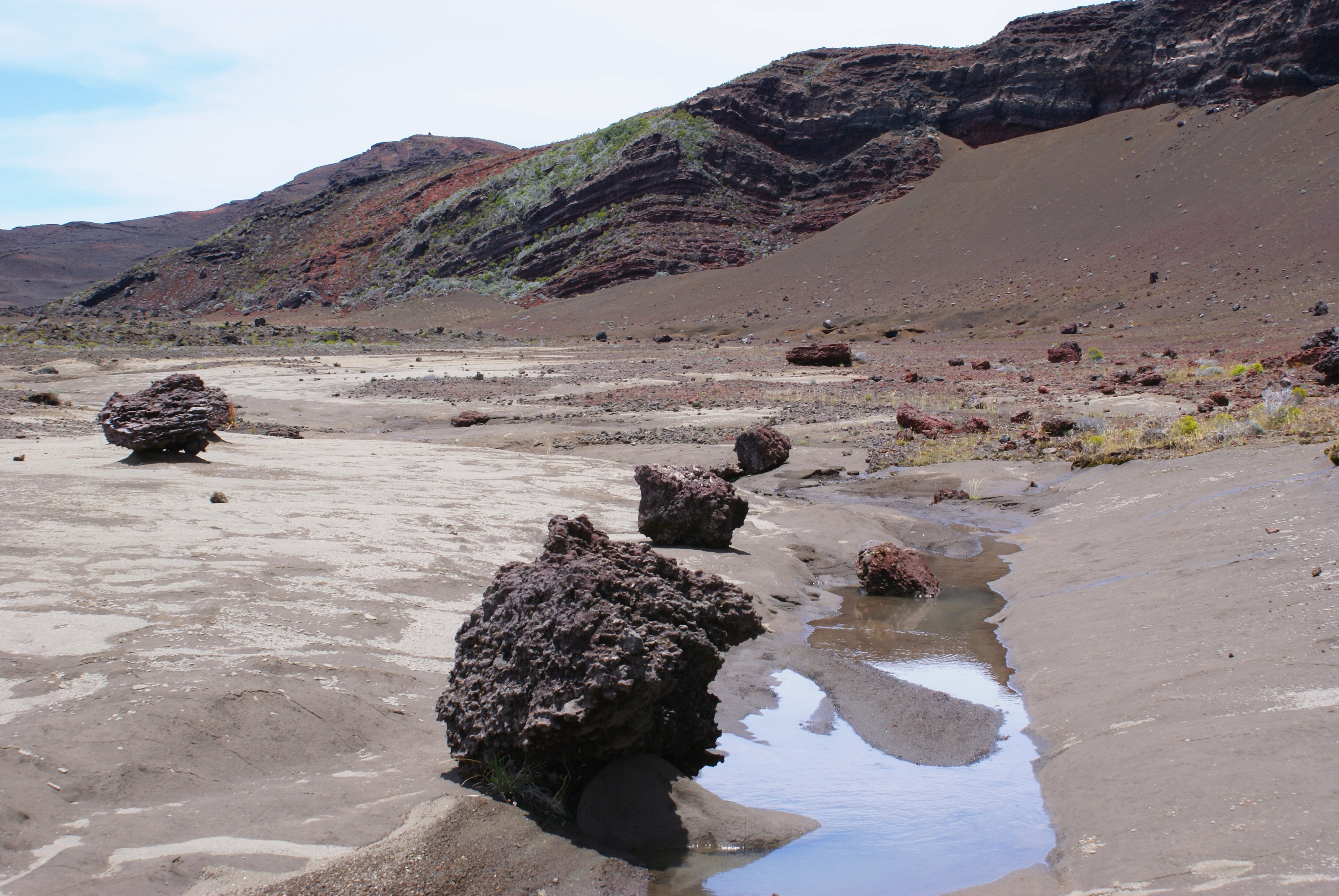
Vue de l'intérieur du Demi-Piton avec des argiles de Bellecombe.